# Ratpenat nasofoliat del Camerun
El ratpenat nasofoliat del Camerun (Hipposideros camerunensis) és una espècie de ratpenat de la família dels hiposidèrids. Viu al Camerun, República del Congo i Kenya. El seu hàbitat natural són arbres buits. No hi ha cap amenaça significativa per a la supervivència d'aquesta espècie, tot i que està afectada per la pèrdua d'hàbitat forestal.